# Brigitte Burchardt
Brigitte Burchardt (geboren als Brigitte Hofmann; * 17. Oktober 1954 in Weißenfels) ist eine deutsche Schachspielerin. 1975 erhielt sie von der FIDE den Titel Internationale Meisterin der Frauen, 2024 den Titel Großmeisterin der Frauen.

## Schach
Brigitte Hofmann begann ihre Schachlaufbahn bei dem SC Chemie Halle, nahm 15-jährig 1970 in Freiberg erstmals an einer DDR-Meisterschaft der Frauen teil und wurde auf Anhieb Dritte. Christina Hölzlein gewann die Meisterschaft.

### Einzelmeisterschaften
Sie gewann die DDR-Schachmeisterschaften der Frauen 1975 in Stralsund, 1978 in Torgelow und 1979 in Suhl. Fünfmal wurde sie Zweite: 1972 in Görlitz hinter Gabriele Just, 1976 in Gröditz hinter Petra Feustel, 1980 in Plauen hinter Ulricke Seidemann, 1982 in Salzwedel hinter Iris Bröder und 1990 in Bad Blankenburg hinter Gundula Nehse. Außerdem spielte sie beim Interzonenturnier Tiflis 1976.
Blitzmeisterin der DDR wurde sie 1970, 1979 und 1981 in Halle (Saale).
Am 28. November 2024 gewann sie in Porto Santo die Weltmeisterschaft der Frauen in der Altersklasse Ü65. Dadurch erhielt sie nach Reglement des Weltschachverbandes FIDE den Titel Großmeisterin der Frauen (WGM).

### Mannschaftsmeisterschaften
Schacholympiaden spielte Brigitte Burchardt 1990 in Novi Sad am ersten Brett der DDR-Frauen und die Schacholympiade 1992 in Manila am zweiten Brett für die Bundesrepublik Deutschland.
Seit 1970 gewann sie mehrfach die Blitzmannschaftsmeisterschaft der DDR mit den Vereinen BSG Buna Halle, BSG Buna Halle-Neustadt und BSG AdW Berlin. Mit Buna Halle-Neustadt gewann sie 1975 und 1978 die DDR-Mannschaftsmeisterschaft.
Nach der deutschen Wiedervereinigung spielte Burchardt zunächst beim SSV Rotation Berlin, seit 2004 spielt sie für Rotation Pankow, der in diesem Jahr als Abspaltung aus dem SSV Rotation Berlin entstand.
In der 1. Schachbundesliga der Frauen spielte sie insgesamt 16 Spielzeiten (1991/92 bis 1996/97, 1998/99, 1999/2000, 2001/02 bis 2006/07, 2008/09 und 2011/12), größter Erfolg war der Gewinn der Vizemeisterschaft in der Saison 1991/92.

### Sonstiges
Zwischen 1980 und 1982 änderte sie ihren Namen von Brigitte Hofmann auf Brigitte Burchardt.
Sie ist die Mutter der Volleyballspielerin Regina Mapeli Burchardt.
 Von Januar 1976 bis Januar 1989 führte Burchardt die Elo-Rangliste der aktiven Spielerinnen in der DDR an.

## Ehrungen
Am 5. Februar 1981 wurde Brigitte Burchardt im Auftrage des Ministerrates der DDR mit dem Ehrentitel Meister des Sports ausgezeichnet.